# Grand Prix de Tennis de Toulouse
Grand Prix de Tennis de Toulouse – męski turniej tenisowy wchodzący w skład rozgrywek ATP World Tour, rozgrywany w Tuluzie na nawierzchni twardej w hali w latach 1982–2000.

## Mecze finałowe

### gra pojedyncza mężczyzn
| Rok  | Zwycięzca          | Finalista          | Wynik            |
| 2000 | Àlex Corretja      | Carlos Moyá        | 6:3, 6:2         |
| 1999 | Nicolas Escudé     | Daniel Vacek       | 7:5, 6:1         |
| 1998 | Jan Siemerink      | Greg Rusedski      | 6:4, 6:4         |
| 1997 | Nicolas Kiefer     | Mark Philippoussis | 7:5, 5:7, 6:4    |
| 1996 | Mark Philippoussis | Magnus Larsson     | 6:1, 5:7, 6:4    |
| 1995 | Arnaud Boetsch     | Jim Courier        | 6:4, 6:7(5), 6:0 |
| 1994 | Magnus Larsson     | Jared Palmer       | 6:1, 6:3         |
| 1993 | Arnaud Boetsch     | Cédric Pioline     | 7:6(5), 3:6, 6:3 |
| 1992 | Guy Forget         | Petr Korda         | 6:3, 6:2         |
| 1991 | Guy Forget         | Amos Mansdorf      | 6:2, 7:6(4)      |
| 1990 | Jonas Svensson     | Fabrice Santoro    | 6:3, 6:3         |
| 1989 | Jimmy Connors      | John McEnroe       | 6:3, 6:3         |
| 1988 | Jimmy Connors      | Andriej Czesnokow  | 6:2, 6:0         |
| 1987 | Tim Mayotte        | Ricki Osterthun    | 6:2, 5:7, 6:4    |
| 1986 | Guy Forget         | Jan Gunnarsson     | 4:6, 6:3, 6:2    |
| 1985 | Yannick Noah       | Tomáš Šmíd         | 6:4, 6:4         |
| 1984 | Mark Dickson       | Heinz Günthardt    | 7:6, 6:4         |
| 1983 | Heinz Günthardt    | Pablo Arraya       | 6:0, 6:2         |
| 1982 | Yannick Noah       | Tomáš Šmíd         | 6:3, 6:2         |

### gra podwójna mężczyzn
| Rok  | Zwycięzcy                            | Finaliści                          | Wynik               |
| 2000 | Julien Boutter Fabrice Santoro       | Donald Johnson Piet Norval         | 7:6(8), 4:6, 7:6(5) |
| 1999 | Olivier Delaître Jeff Tarango        | David Adams John-Laffnie de Jager  | 3:6, 7:6(2), 6:4    |
| 1998 | Olivier Delaître Fabrice Santoro     | Paul Haarhuis Jan Siemerink        | 6:2, 6:4            |
| 1997 | Jacco Eltingh Paul Haarhuis          | Jean-Philippe Fleurian Maks Mirny  | 6:3, 7:6            |
| 1996 | Jacco Eltingh Paul Haarhuis          | Olivier Delaître Guillaume Raoux   | 6:3, 7:5            |
| 1995 | Jonas Björkman John-Laffnie de Jager | Dave Randall Greg Van Emburgh      | 7:6, 7:6            |
| 1994 | Menno Oosting Daniel Vacek           | Patrick McEnroe Jared Palmer       | 7:6, 6:7, 6:3       |
| 1993 | Byron Black Jonathan Stark           | David Prinosil Udo Riglewski       | 7:5, 7:6            |
| 1992 | Brad Pearce Byron Talbot             | Guy Forget Henri Leconte           | 6:1, 3:6, 6:3       |
| 1991 | Tom Nijssen Cyril Suk                | Jeremy Bates Kevin Curren          | 4:6, 6:3, 7:6       |
| 1990 | Neil Broad Gary Muller               | Michael Mortensen Michiel Schapers | 7:6, 6:4            |
| 1989 | Mansur Bahrami Éric Winogradsky      | Todd Nelson Roger Smith            | 6:2, 7:6            |
| 1988 | Tom Nijssen Ricki Osterthun          | Mansur Bahrami Guy Forget          | 6:3, 6:4            |
| 1987 | Wojciech Fibak Michiel Schapers      | Kelly Jones Patrik Kühnen          | 6:2, 6:4            |
| 1986 | Miloslav Mečíř Tomáš Šmíd            | Jakob Hlasek Pavel Složil          | 6:2, 3:6, 6:4       |
| 1985 | Ricardo Acuña Jakob Hlasek           | Pavel Složil Tomáš Šmíd            | 3:6, 6:2, 9:7       |
| 1984 | Jan Gunnarsson Michael Mortensen     | Pavel Složil Tim Wilkison          | 6:4, 6:2            |
| 1983 | Heinz Günthardt Pavel Složil         | Bernard Mitton Butch Walts         | 5:7, 7:5, 6:4       |
| 1982 | Pavel Složil Tomáš Šmíd              | Jean-Louis Haillet Yannick Noah    | 6:4, 6:4            |